# Madrid (Kolumbien)
Madrid ist eine Gemeinde (municipio) im Departamento Cundinamarca in Kolumbien, die zur Metropolregion Bogotá gehört.

## Geographie
Madrid liegt in Cundinamarca, in der Provinz Sabana Occidental, ungefähr 21 km von Bogotá entfernt auf einer Höhe von 2554 m ü. NN und hat eine Durchschnittstemperatur von 14 °C. Die Gemeinde grenzt im Norden an Facatativá, El Rosal und Subachoque, im Osten an Tenjo, Funza und Mosquera, im Süden an Mosquera und Bojacá und im Westen an Bojacá und Facatativá.

## Bevölkerung
Die Gemeinde Madrid hat 83.612 Einwohner, von denen 72.870 im städtischen Teil (cabecera municipal) der Gemeinde leben (Stand: 2019).

## Geschichte
Auf dem Gebiet des heutigen Madrid lebte vor der Ankunft der Spanier ein indigenes Volk. Der Ort selbst wurde wahrscheinlich zwischen 1559 und 1563 gegründet, zunächst unter dem Namen Sagasuca. Später bekam er den Namen Serrezuela. 1875 wurde er nach dem Politiker, Schriftsteller und Lehrer Pedro Fernández Madrid benannt, der dort starb.

## Wirtschaft
Die wichtigsten Wirtschaftszweige von Madrid sind Landwirtschaft, Rinderproduktion und Zierpflanzenbau.